# Пхакео
Пхакео, или Пхакэу (лаос. ຫໍພະແກ້ວ [hɔːpʰakɛw]) — буддийский храм (ват) в городе Вьентьян, Лаос. Храм расположен на улице Сеттхатхилат к юго-востоку через дорогу от храма Сисакет. В настоящее время на территории храма находится музей и небольшой магазин.

## История
Ват Пхакео был построен между 1565 и 1566 годами по приказу короля Сеттатирата. В нём хранилась статуя Изумрудного Будды, которую король привёз из Чиангмая. В 1778 году Сиам (ныне Таиланд) захватил Вьентьян, и статуя была перевезена в Бангкок, а храм разрушен. В XIX веке король Вьентьяна Аноувонг перестроил его, но через некоторое время войска Сиама снова разрушили храм после восстания, в котором Лаос попытался вернуть себе независимость. В настоящее время изумрудный Будда находится в храме Пхра Кео в Бангкоке. Храм был восстановлен в третий раз французскими колонизаторами в 1920-х годах. В 1994 году Таиланд передал Лаосу копию статуи изумрудного Будды.
- Ват Пхакео
- Монах в храме Пхакео
- Статуи бронзовых будд в храме Пхакео
- Наги при входе в храм